# 聖アンドリュー教会

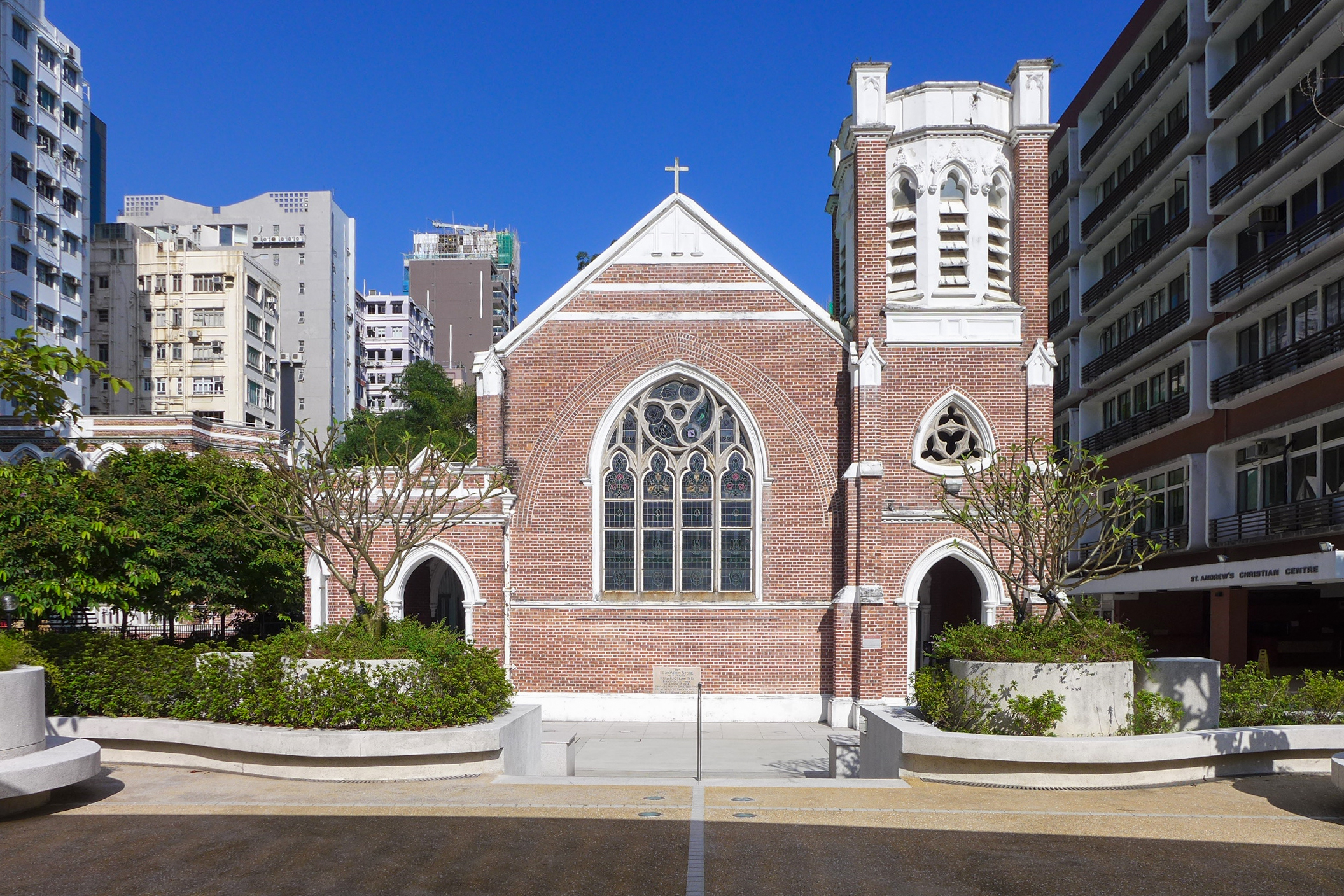
聖アンドリュー教会

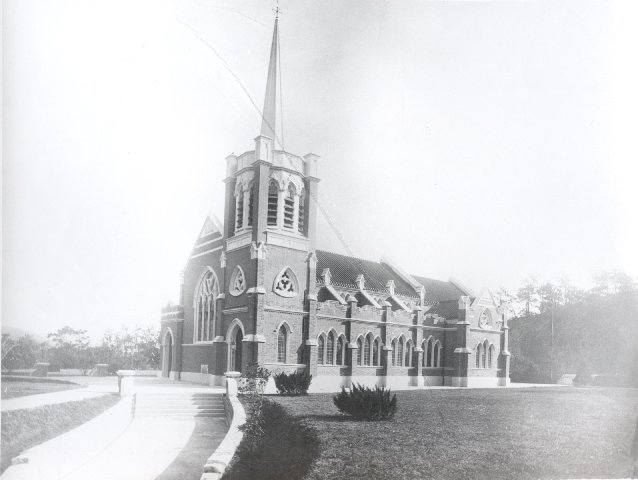
1904年竣工当時の教会

聖アンドリュー教会（せいアンドリューきょうかい、中国語: 聖安德烈堂、英語: St Andrew's Church）は香港九龍尖沙咀ネイザンロード138号にある、香港聖公会の教会である。この教会は九龍の最も歴史がある英語教会であり、最初は外国人のための教会だったが、現在はほとんどの信者が香港人である。
聖アンドリュー教会は1904年12月13日に創建され、1906年10月6日に竣工した。太平洋戦争中、聖アンドリュー教会は神社に改造されたが、戦後は再び教会として復活を遂げた。現在は香港二級歴史建築である。